# Německý spolkový sněm

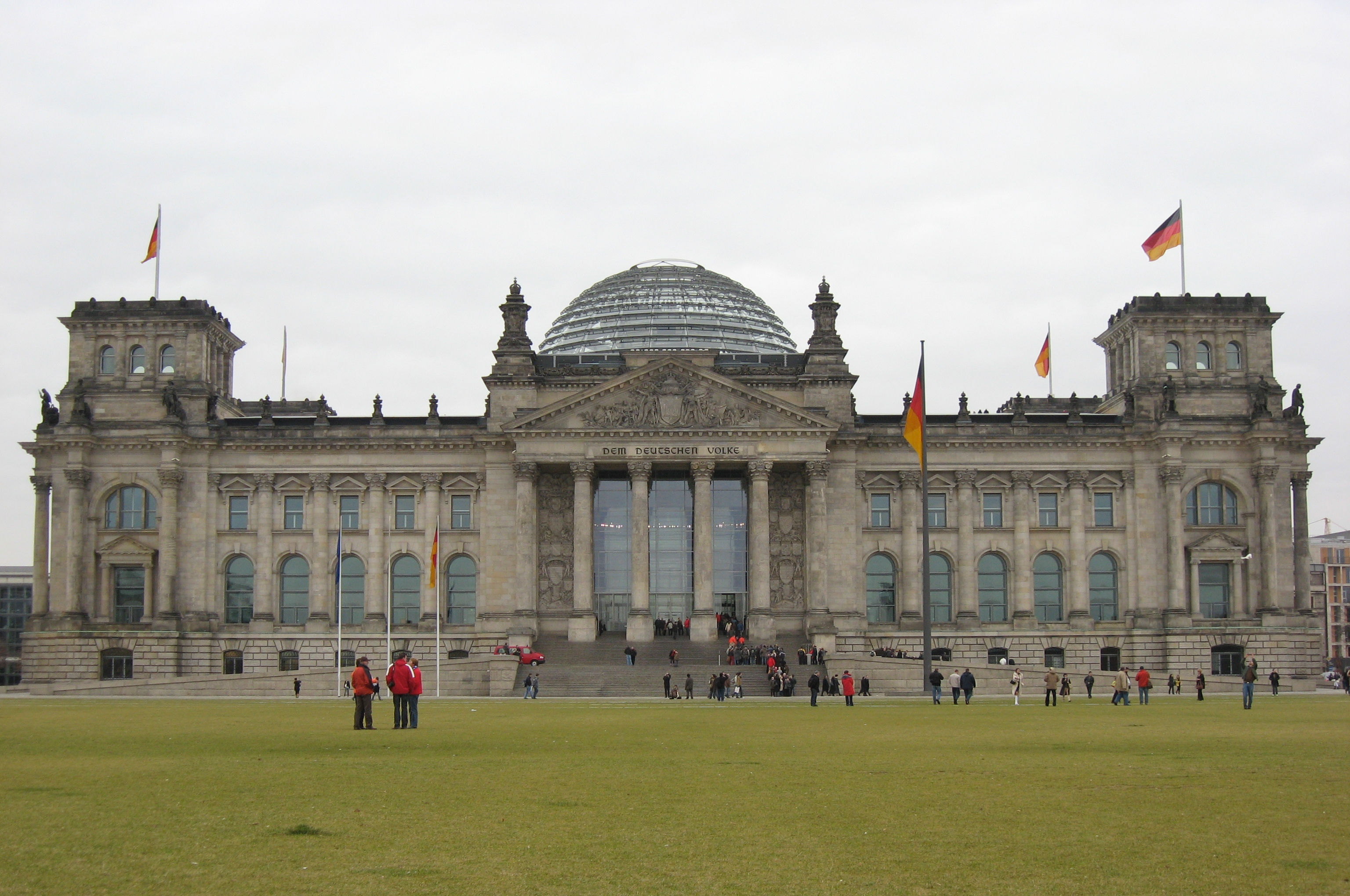
Budova Německého spolkového sněmu, bývalý Reichstag v Berlíně

Německý spolkový sněm (německy Deutscher Bundestag) je fakticky dolní komora parlamentu Spolkové republiky Německo se sídlem v Berlíně; formálně jde o samostatný zákonodárný sbor. Druhým ústavním orgánem podílejícím se na legislativním procesu je Spolková rada. Spolkový sněm je volen přímou volbou; v politickém systému Německa se jedná o jediný spolkový ústavní orgán s bezprostřední demokratickou legitimitou.
Německý spolkový sněm má nejméně 598 poslanců (oficiálně nazývaných člen Německého spolkového sněmu, německy Mitglied des Deutschen Bundestages, MdB). Jeho normální funkční období trvá čtyři roky. Kvůli volebnímu systému se dvěma hlasy se specifickou funkcí a existenci tzv. vyrovnávacích mandátů je počet poslanců pravidelně vyšší než 598, avšak kolísá podle výsledků stran ve volbách. Z voleb roku 2013 rezultovalo celkem 630 mandátů. Následující 19. sněm měl od voleb roku 2017 709 poslanců a po volbách v roce 2021 se počet opět navýšil na 736. V roce 2023 byl počet mandátů snížen na 630. 

## Vedení Spolkového sněmu

### 17. spolkový sněm
V 17. Spolkovém sněmu byl zvolen předsedou (prezidentem) (Bundestagspräsident) Norbert Lammert (Christlich Demokratische Union Deutschlands CDU). Viceprezidenty a zástupci prezidenta se stali Wolfgang Thierse (Sozialdemokratische Partei Deutschlands, SPD), Eduard Oswald (Christlich-Soziale Union in Bayern, CSU), Hermann Otto Solms (Freie Demokratische Partei, FDP), Katrin Göring-Eckardt (Bündnis 90/Die Grünen, Spojenectví 90/Zelení) a Petra Pau (Linkspartei, Strana levice).

### 18. spolkový sněm
V jeho čele stál opět Norbert Lammert (CDU). Viceprezidenty a zástupci prezidenta byli Peter Hintze (CDU), Johannes Singhammer (SPD), Edelgard Bulmahn (SPD), Ulla Schmidt (SPD), Petra Pau (Die Linke) a Claudia Roth (Bündnis 90/Die Grünen).

### 19. spolkový sněm
Dne 24. října 2017 byl zvolen novým předsedou Německého spolkového sněmu Wolfgang Schäuble (CDU). Kandidát strany Alternativa pro Německo (AfD) na místopředsednictví Spolkového sněmu Norbert Glaser nebyl zvolen ani ve třech volebních kolech, protože mu poslanci všech ostatních politických stran odepřeli dostatečný počet hlasů, přestože jeho strana měla formálně nárok na tento post.

### 20. spolkový sněm
Měsíc po volbách zasedl nový sněm 26. října 2021. Novou předsedkyní se stala Bärbel Basová z SPD, pro kterou hlasovalo 576 přítomných. Podobně jako v roce 2017 nezískala AfD pozici místopředsedy, o kterou se ucházel Michael Kaufmann.

## Charakteristika
- CDU: 152
- CSU: 45

Rozložení mandátů na počátku 20. sněmu-
SPD: 206-
Unie: 197
CDU: 152
CSU: 45-
Svaz 90/Zelení: 118-
FDP: 92-
AfD: 83-
Die Linke: 39-
SSW: 1

Jako ústavní orgán má Spolkový sněm řadu funkcí: zákonodárnou funkci (vytváří spolkové právo a mění ústavu). Dále schvaluje mezinárodní smlouvy se státy i organizacemi a přijímá spolkový rozpočet. V rámci své kreativní funkce jmenuje spolkového kancléře a podílí se na volbě spolkového prezidenta, spolkových soudců a členů dalších spolkových orgánů. Vykonává parlamentní kontrolu vlády a spolkové exekutivy a kontroluje nasazení Bundeswehru a tajných služeb. Politicky je dále významná veřejnoprávní funkce, dle níž má Spolkový sněm za úkol vyjadřovat přání obyvatelstva a též informovat obyvatelstvo.

## Historie

### Předchůdci dnešního Spolkového sněmu
První demokraticky zvolený parlament, byl Frankfurtský sněm, který měl reprezentovat celé Německo. Zasedal ve frankfurtské Pauluskirche (18. května 1848–31. května 1849) a měl celkem 809 poslanců. Ti sestavili provizorní vládu, vydali první říšské zákony a vypracovali Frankfurtskou ústavu. Chyběla mu však legitimita: Volby oficiálně nesvolal Německý spolek, pruský král Fridrich Vilém IV. odmítl nabízenou korunu a hlavní evropské mocnosti jej neuznaly. Dalším zásadním problémem byl spor o územní rozsah Německa, tedy spor mezi velkoněmeckou a maloněmeckou koncepcí.

#### Vývoj od roku 1867
Po rozpuštění Německého spolku (1866) byl vytvořen Severoněmecký spolek, v němž hlavní roli hrálo Prusko. Po vzoru říšského volebního zákona z roku 1849 byl zvolen ustavující Říšský sněm (únor až duben 1867), který po dohodě s vládami jednotlivých německých států formuloval ústavu. V říjnu téhož roku byl zvolen parlament nového spolkového státu, který se pojmenoval Říšský sněm (Reichstag). Odkazoval tak nejen na starý Říšský sněm, ale i na frankfurtskou Říšskou ústavu z roku 1849.
V době Severoněmeckého spolku vznikl systém pěti stran, který přetrval až do doby Výmarské republiky. Říšský sněm zde tvořil jednokomorový parlament, který vzešel z jednokolových všeobecných voleb. Kromě přijímání zákonů měl tento Říšský sněm i zákonnou iniciativu. Hlavou vlády byl říšský kancléř, kterého jmenoval císař. Důvěru sněmu musel získávat až od vydání Říjnových reforem (1918). Se vstupem jihoněmeckých států (1870/1871) se Severoněmecký spolek přejmenoval na Německou říši (Deutsches Reich), její politický systém však zůstal beze změny.
Po Listopadové revoluci v roce 1918 vypracovalo Výmarské národní shromáždění ústavu, které, když vstoupila v platnost, začalo fungovat jako parlament. Ten byl 6. června 1920 nahrazen nově zvoleným Říšským sněmem.

#### 1933–1945
V průběhu Výmarské republiky byla moc Říšského sněmu opakovaně omezena, a to jak tzv. „zmocňovacími“ zákony vlády, tak i nótami říšského prezidenta. Zmocňovací zákon z 24. března 1933 dal vládě Adolfa Hitlera v podstatě neomezenou moc vydávat zákony a měnit ústavu bez toho, aniž by je Říšský sněm musel schvalovat.

### První Spolkový sněm (Bundestag) 1949–1953
Předchůdcem dnešního Bundestagu byla Parlamentní rada (Der Parlamentarische Rat), která 1. září 1948 zasedla v Bonnu. Jejím úkolem bylo vytvořit provizorní ústavu tzv. Grundgesetz (Základní zákon) pro Západní Německo, ta vstoupila v platnost 23. května 1949.
První Spolkový sněm byl zvolen 14. srpna 1949, k prvnímu jednání se sešel 7. září 1949 v Bonnu. Ještě před ním se sešla Spolková rada (Bundesrat), ve které byli zástupci jednotlivých spolkových zemí. Tím byly ustaveny oba legislativní orgány. Prvním prezidentem Spolkového sněmu byl 12. září 1949 zvolen Theodor Heuss a prvním kancléřem se stal 15. září 1949 Konrad Adenauer.

## Volební období
- 1. volební období 7. září 1949 – 7. září 1953
- 2. volební období: 6. říjen 1953 – 6. říjen 1957
- 3. volební období: 15. říjen 1957 – 15. říjen 1961
- 4. volební období: 17. říjen 1961 – 17. říjen 1965
- 5. volební období: 19. říjen 1965 – 19. říjen 1969
- 6. volební období: 20. říjen 1969 – 23. září 1972
- 7. volební období: 13. prosinec 1972 – 13. prosinec 1976
- 8. volební období: 14. prosinec 1976 – 4. listopad 1980
- 9. volební období: 4. listopad 1980 – 29. březen 1983
- 10. volební období: 29. říjen 1983 – 18. únor 1987
- 11. volební období: 18. únor 1987 – 20. prosinec 1990
- 12. volební období: 20. prosinec 1990 – 10. listopad 1994
- 13. volební období: 10. listopad 1994 – 26. říjen 1998
- 14. volební období: 26. říjen 1998 – 17. říjen 2002
- 15. volební období: 17. říjen 2002 – 18. říjen 2005
- 16. volební období: 18. říjen 2005 – 27. říjen 2009
- 17. volební období: 27. říjen 2009 – 22. říjen 2013
- 18. volební období: 22. říjen 2013 – 24. říjen 2017
- 19. volební období: 24. říjen 2017 – 26. říjen 2021
- 20. volební období: 26. říjen 2021 – 25. března 2025
- 21. volební období: od 25. března 2025

## Online služby a televize
Spolkový sněm nabízí veřejnosti širokou škálu informací. Celkem provozuje tři webové stránky zaměřené na různé cílové skupiny. Na hlavní stránce jsou k nalezení veškeré informace o provozu parlamentu a poslancích včetně jejich vedlejších činností. Na děti a mladistvé cílí stránky mitmischen.de a kuppelkucker.de[nedostupný zdroj]. Spolkový sněm o své činnosti informuje také přes bezplatnou aplikaci pro iOS a Android.
Parlamentní televize je televizní kanál Spolkového sněmu, kde jsou živě a nezkráceně přenášeny všechny plenární debaty a veřejná zasedání výborů. Jejich záznamy jsou též k dispozici v mediatéce. Debaty jsou přístupné nejen přes kabelovou televizi, satelit, live-stream a na oficiálních webových stránkách, ale také prostřednictvím telefonního čísla 030/22720018.